# Muškovci
Muškovci su selo u Zadarskoj županiji. Dijelom su Grada Obrovca. 

## Stanovništvo
| broj stanovnika | 324   | 400   | 422   | 447   | 522   | 607   | 571   | 580   | 408   | 478   | 519   | 549   | 588   | 543   | 47    | 100   | 98    |
|                 | 1857. | 1869. | 1880. | 1890. | 1900. | 1910. | 1921. | 1931. | 1948. | 1953. | 1961. | 1971. | 1981. | 1991. | 2001. | 2011. | 2021. |

## Dijelovi naselja
| Broj stanovnika prema popisima, po dijelovima naselja | Broj stanovnika prema popisima, po dijelovima naselja | Broj stanovnika prema popisima, po dijelovima naselja | Broj stanovnika prema popisima, po dijelovima naselja | Broj stanovnika prema popisima, po dijelovima naselja | Broj stanovnika prema popisima, po dijelovima naselja | Broj stanovnika prema popisima, po dijelovima naselja | Broj stanovnika prema popisima, po dijelovima naselja | Broj stanovnika prema popisima, po dijelovima naselja | Broj stanovnika prema popisima, po dijelovima naselja | Broj stanovnika prema popisima, po dijelovima naselja | Broj stanovnika prema popisima, po dijelovima naselja | Broj stanovnika prema popisima, po dijelovima naselja | Broj stanovnika prema popisima, po dijelovima naselja | Broj stanovnika prema popisima, po dijelovima naselja | Broj stanovnika prema popisima, po dijelovima naselja | Broj stanovnika prema popisima, po dijelovima naselja | Broj stanovnika prema popisima, po dijelovima naselja |
| ----------------------------------------------------- | ----------------------------------------------------- | ----------------------------------------------------- | ----------------------------------------------------- | ----------------------------------------------------- | ----------------------------------------------------- | ----------------------------------------------------- | ----------------------------------------------------- | ----------------------------------------------------- | ----------------------------------------------------- | ----------------------------------------------------- | ----------------------------------------------------- | ----------------------------------------------------- | ----------------------------------------------------- | ----------------------------------------------------- | ----------------------------------------------------- | ----------------------------------------------------- | --- |
| dio naselja                                           | 1857.                                                 | 1869.                                                 | 1880.                                                 | 1890.                                                 | 1900.                                                 | 1910.                                                 | 1921.                                                 | 1931.                                                 | 1948.                                                 | 1953.                                                 | 1961.                                                 | 1971.                                                 | 1981.                                                 | 1991.                                                 | 2001.                                                 | 2011.                                                 | napomena |
| Baljci                                                | -                                                     | -                                                     | 49                                                    | 37                                                    | 54                                                    | 65                                                    | -                                                     | -                                                     | 31                                                    | 35                                                    | 50                                                    | 63                                                    | n/p                                                   | n/p                                                   | n/p                                                   | n/p                                                   | U 1880. i 1890. iskazano pod imenom Baljkov Varoš. U 1857., 1869., 1921. i 1931. podaci su sadržani s naseljem Muškovci. |
| Čavlini                                               | -                                                     | -                                                     | 12                                                    | 17                                                    | 20                                                    | 26                                                    | -                                                     | -                                                     | 23                                                    | 29                                                    | 37                                                    | 51                                                    | n/p                                                   | n/p                                                   | n/p                                                   | n/p                                                   | Do 1948. iskazivano pod imenom Čavlinovo Brdo. U 1857., 1869., 1921. i 1931. podaci su sadržani s naseljem Muškovci. |
| Dabarnica-Buljevići                                   | -                                                     | -                                                     | 26                                                    | 44                                                    | 43                                                    | 47                                                    | -                                                     | -                                                     | 28                                                    | 37                                                    | 56                                                    | 51                                                    | n/p                                                   | n/p                                                   | n/p                                                   | n/p                                                   | Iskazano pod imenom Buljeva Draga od 1880. do 1900., Buljeva Draga i Buljevića Varoš u 1910. i Buljovića Varoš u 1948. U 1857., 1869., 1921. i 1931. podaci su sadržani s naseljem Muškovci. |
| Donji Milanci                                         | -                                                     | -                                                     | -                                                     | -                                                     | -                                                     | -                                                     | -                                                     | -                                                     | 133                                                   | 74                                                    | 61                                                    | 68                                                    | n/p                                                   | n/p                                                   | n/p                                                   | n/p                                                   | Iskazuje se kao dio naselja od 1948. U toj godini iskazano pod imenom Milanci. |
| Jasenovac                                             | -                                                     | -                                                     | 7                                                     | 8                                                     | 15                                                    | 24                                                    | -                                                     | -                                                     | 9                                                     | 15                                                    | 17                                                    | 17                                                    | n/p                                                   | n/p                                                   | n/p                                                   | n/p                                                   | U 1900., 1910. i 1948. iskazano pod imenom Jesenovac. U 1857., 1869., 1921. i 1931. podaci su sadržani s naseljem Muškovci. |
| Milanci-Pećica                                        | -                                                     | -                                                     | 80                                                    | 106                                                   | 120                                                   | 138                                                   | -                                                     | -                                                     | -                                                     | 26                                                    | 31                                                    | 58                                                    | n/p                                                   | n/p                                                   | n/p                                                   | n/p                                                   | Iskazano pod imenom Milankov Varoš u 1880. i 1890. i Milanci u 1900. i 1910. U 1857., 1869. i od 1921. do 1948. podaci su sadržani s naseljem Muškovci. |
| Milanci-Ploča                                         | -                                                     | -                                                     | -                                                     | -                                                     | -                                                     | 7                                                     | -                                                     | -                                                     | -                                                     | 44                                                    | 50                                                    | 18                                                    | n/p                                                   | n/p                                                   | n/p                                                   | n/p                                                   | Iskazuje se kao dio naselja od 1910. U toj godini iskazano pod imenom Ploča. Od 1921. do 1948. podaci su sadržani s naseljem Muškovci. |
| Muškovci                                              | 324                                                   | 400                                                   | 134                                                   | 106                                                   | 117                                                   | 124                                                   | 571                                                   | 580                                                   | 80                                                    | -                                                     | -                                                     | -                                                     | n/p                                                   | n/p                                                   | n/p                                                   | n/p                                                   | Sadrži podatke za dijelove naselja Baljci, Čavlini, Dabarnica-Buljevići, Jasenovac, Pljuvaka-Ogari i Simići u 1857., 1869., 1921. i 1931., Milanci-Pećica u 1857., 1869. i od 1921. do 1948. i Milanci-Ploča u 1921. i 1931. Sadrži podatke i za bivše dijelove naselja Paravinjski Dolac i Vukadinovića Dolac od 1880. do 1910. i 1948., Pjeskulja (u 1880. i 1890. nazvana Plješkulja), Pod Kotlom i Popovića Dolac od 1880. do 1910., Dračevac u 1880., Više Berberova Buka u 1880. i 1890., Vučkovića Dolac (u 1880. i 1890. nazvan Vučkovića Varoš) od 1880. do 1900., Dolac kod Brista u 1900., Kod Kotla Đurića i Povrh Luku u 1900. i 1910. i Đurića Varoš u 1910. i 1948., koji su tih godina bili odvojeno iskazani. Od 1953. iskazuje se kao naselje-područje. |
| Pljuvaka-Ogari                                        | -                                                     | -                                                     | 45                                                    | 28                                                    | 33                                                    | 40                                                    | -                                                     | -                                                     | 28                                                    | 8                                                     | 22                                                    | 18                                                    | n/p                                                   | n/p                                                   | n/p                                                   | n/p                                                   | Iskazano pod imenom Pljuake Ogarove i Ogari Varoš u 1880., Pljuake Ogarove u 1890., Pljuvača i Ogari u 1900. i 1910., Ogari u 1948. i Pljuvaka-Ogari od 1953. nadalje. U 1857., 1869., 1921. i 1931. podaci su sadržani s naseljem Muškovci. |
| Prekodabarnice                                        | -                                                     | -                                                     | -                                                     | -                                                     | -                                                     | -                                                     | -                                                     | -                                                     | -                                                     | 50                                                    | 25                                                    | 39                                                    | n/p                                                   | n/p                                                   | n/p                                                   | n/p                                                   | Iskazuje se kao dio naselja od 1953. |
| Sekulići na Goru                                      | -                                                     | -                                                     | -                                                     | -                                                     | -                                                     | -                                                     | -                                                     | -                                                     | 17                                                    | 39                                                    | 43                                                    | 25                                                    | n/p                                                   | n/p                                                   | n/p                                                   | n/p                                                   | Iskazuje se kao dio naselja od 1948. U toj godini iskazano pod imenom Pod Kotlom Sekulić. |
| Simići                                                | -                                                     | -                                                     | 69                                                    | 101                                                   | 120                                                   | 136                                                   | -                                                     | -                                                     | 59                                                    | 91                                                    | 88                                                    | 103                                                   | n/p                                                   | n/p                                                   | n/p                                                   | n/p                                                   | U 1880. i 1890. iskazano pod imenom Simića Varoš. U 1857., 1869., 1921. i 1931. podaci su sadržani s naseljem Muškovci. |
| Večerine                                              | -                                                     | -                                                     | -                                                     | -                                                     | -                                                     | -                                                     | -                                                     | -                                                     | -                                                     | 30                                                    | 39                                                    | 38                                                    | n/p                                                   | n/p                                                   | n/p                                                   | n/p                                                   | Iskazuje se kao dio naselja od 1953. |

### Bivši dijelovi naselja
Dijelovi su naselja koji su na različitim popisima stanovništva iskazivani samostalno, a koji se od 1. siječnja 1976. godine više službeno ne iskazuju:
| Broj stanovnika prema popisima, po bivšim dijelovima naselja | Broj stanovnika prema popisima, po bivšim dijelovima naselja | Broj stanovnika prema popisima, po bivšim dijelovima naselja | Broj stanovnika prema popisima, po bivšim dijelovima naselja | Broj stanovnika prema popisima, po bivšim dijelovima naselja | Broj stanovnika prema popisima, po bivšim dijelovima naselja | Broj stanovnika prema popisima, po bivšim dijelovima naselja | Broj stanovnika prema popisima, po bivšim dijelovima naselja | Broj stanovnika prema popisima, po bivšim dijelovima naselja | Broj stanovnika prema popisima, po bivšim dijelovima naselja | Broj stanovnika prema popisima, po bivšim dijelovima naselja | Broj stanovnika prema popisima, po bivšim dijelovima naselja | Broj stanovnika prema popisima, po bivšim dijelovima naselja |
| ------------------------------------------------------------ | ------------------------------------------------------------ | ------------------------------------------------------------ | ------------------------------------------------------------ | ------------------------------------------------------------ | ------------------------------------------------------------ | ------------------------------------------------------------ | ------------------------------------------------------------ | ------------------------------------------------------------ | ------------------------------------------------------------ | ------------------------------------------------------------ | ------------------------------------------------------------ | ------------------------------------------------------------ |
| dio naselja                                                  | 1857.                                                        | 1869.                                                        | 1880.                                                        | 1890.                                                        | 1900.                                                        | 1910.                                                        | 1921.                                                        | 1931.                                                        | 1948.                                                        | 1953.                                                        | 1961.                                                        | 1971.                                                        |
| Dolac kod Brista                                             | -                                                            | -                                                            | -                                                            | -                                                            | 8                                                            | -                                                            | -                                                            | -                                                            | -                                                            | -                                                            | -                                                            | -                                                            |
| Dračevac                                                     | -                                                            | -                                                            | 15                                                           | -                                                            | -                                                            | -                                                            | -                                                            | -                                                            | -                                                            | -                                                            | -                                                            | -                                                            |
| Đurića Varoš                                                 | -                                                            | -                                                            | -                                                            | -                                                            | -                                                            | 13                                                           | -                                                            | -                                                            | 4                                                            | -                                                            | -                                                            | -                                                            |
| Kod Kotla Đurića                                             | -                                                            | -                                                            | -                                                            | -                                                            | 13                                                           | 12                                                           | -                                                            | -                                                            | -                                                            | -                                                            | -                                                            | -                                                            |
| Paravinjski Dolac                                            | -                                                            | -                                                            | 24                                                           | 26                                                           | 38                                                           | 52                                                           | -                                                            | -                                                            | 22                                                           | -                                                            | -                                                            | -                                                            |
| Pjeskulja                                                    | -                                                            | -                                                            | 27                                                           | 15                                                           | 9                                                            | 4                                                            | -                                                            | -                                                            | -                                                            | -                                                            | -                                                            | -                                                            |
| Pod Kotlom                                                   | -                                                            | -                                                            | 24                                                           | 26                                                           | 21                                                           | 17                                                           | -                                                            | -                                                            | -                                                            | -                                                            | -                                                            | -                                                            |
| Popovića Dolac                                               | -                                                            | -                                                            | 3                                                            | 6                                                            | 4                                                            | 8                                                            | -                                                            | -                                                            | -                                                            | -                                                            | -                                                            | -                                                            |
| Povrh Luku                                                   | -                                                            | -                                                            | -                                                            | -                                                            | 3                                                            | 8                                                            | -                                                            | -                                                            | -                                                            | -                                                            | -                                                            | -                                                            |
| Više Berberova Buka                                          | -                                                            | -                                                            | 28                                                           | 5                                                            | -                                                            | -                                                            | -                                                            | -                                                            | -                                                            | -                                                            | -                                                            | -                                                            |
| Vučkovića Dolac                                              | -                                                            | -                                                            | 8                                                            | 12                                                           | 11                                                           | -                                                            | -                                                            | -                                                            | -                                                            | -                                                            | -                                                            | -                                                            |
| Vukadinovića Dolac                                           | -                                                            | -                                                            | 5                                                            | 16                                                           | 10                                                           | 10                                                           | -                                                            | -                                                            | 2                                                            | -                                                            | -                                                            | -                                                            |